# Digital religion
Digital religion, digitální náboženství je výraz pro praktikování náboženství v digitálním světě a akademické studium takové náboženské praxe. Jedná se o poměrně nový fenomén (sociologický jev), který si stále zasluhuje zkoumání.
O digitálním náboženství můžeme hovořit například s výskytem pandemie covidu-19, kdy náboženské komunity většinou přesunuly své aktivity převážně či výhradně do virtuálního prostoru v návaznosti na legislativní úpravy společných shromáždění více osob v jednotlivých zemích.
Tento fenomén je stále předmětem výzkumu. V České republice se například koná workshop Digital Religion, který zaštiťuje Cyrilometodějská fakulta Palackého univerzity v Olomouci. Ve spolupráci se Slezskou univerzitou v Katovicích se roku 2024 bude konat na CMTF UP.
Významnou postavou ve zkoumání tohoto fenoménu je Heidi A. Campbell.